# Raszewy (przystanek kolejowy)
Raszewy – zlikwidowana wąskotorowa stacja kolejowa w Raszewach na linii kolejowej Przybysław – Lgów, w powiecie jarocińskim, w województwie wielkopolskim, w Polsce. Przystanek należał do Jarocińskiej Kolei Powiatowej.